# Langhagen
Langhagen is een plaats en voormalige gemeente in de Duitse deelstaat Mecklenburg-Voor-Pommeren en maakt deel uit van het Landkreis Rostock.
Langhagen telt  689 inwoners.

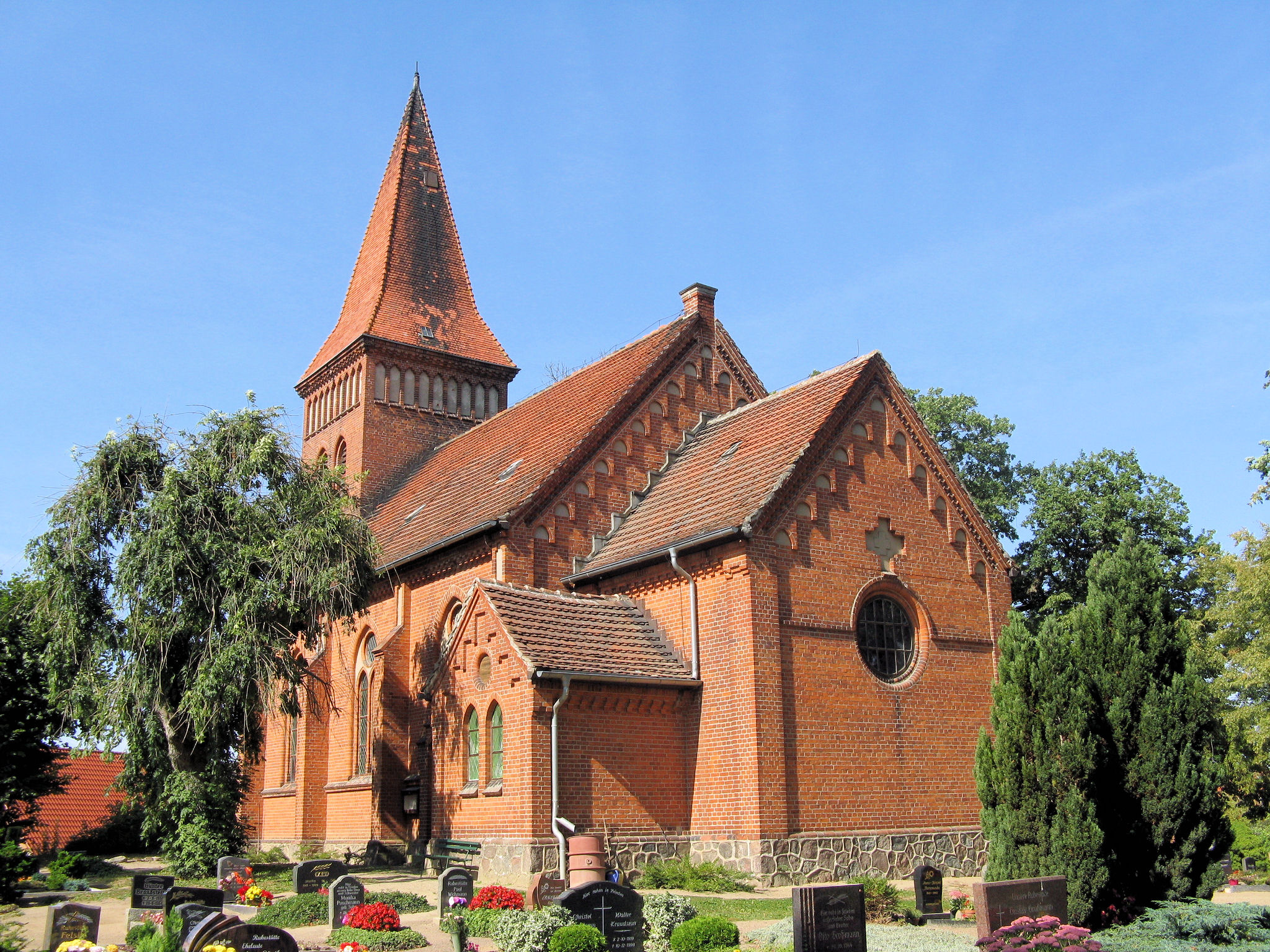
Dorpskerk van Langhagen

Bij het dorp vindt sinds 1906 grindwinning plaats.
Langhagen werd op 25 mei 2014 als gemeente opgeheven en opgenomen in de gemeente Lalendorf. Zie voor meer informatie aldaar.

## Station
Het dorpje heeft een station aan de spoorlijn Neustrelitz - Warnemünde. 
Bij Station Langhagen is twee keer een ernstig treinongeval gebeurd:
- Op 29 december 1941 botste een militaire trein van de Wehrmacht op twee locomotieven. Daarbij vielen 27 doden en 33 gewonden.

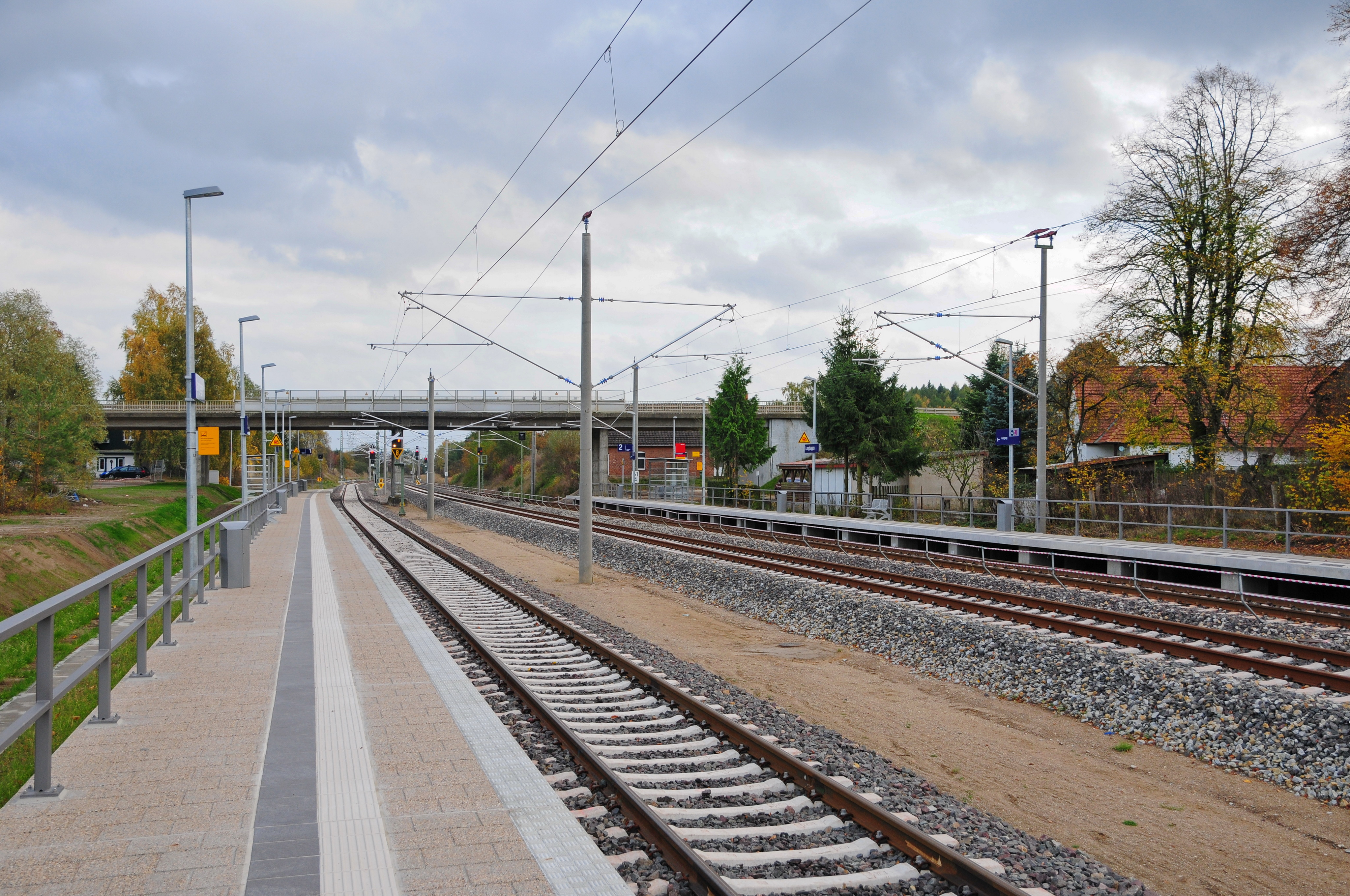
Station Langhagen (2013)
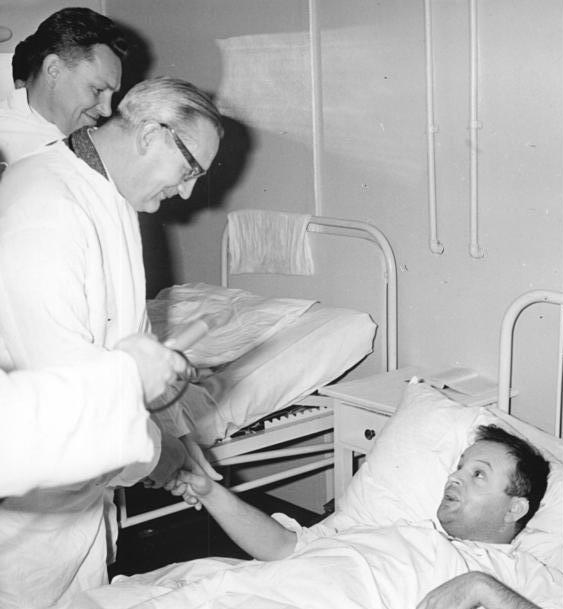
DDR - minister Max Sefrin bezoekt gewonden van het treinongeluk van Langhagen (1964) in het ziekenhuis

- Op 1 november 1964 botste een vanuit Berlijn komende sneltrein op een met duizend ton grind geladen goederentrein. De treinbestuurder en de stoker van de goederentrein hadden de stand van signalen onjuist geïnterpreteerd. De goederentrein was daarop op een dood spoor beland, door een stootblok geraasd en ontspoord. Eén wagon van de grindtrein boorde zich in de snel voorbijrijdende passagierstrein. Deze ramp kostte 44 mensen het leven, en er vielen 70 gewonden. De treinbestuurder en de stoker van de goederentrein, die het ongeluk hadden overleefd, werden later door een rechtbank schuldig bevonden aan grove nalatigheid, en tot respectievelijk vijf en drie en een half jaar gevangenisstraf veroordeeld.